# Слободян Роман Іванович
Слободян Роман Іванович- військовослужбовець Збройних Сил України, учасник російсько- української  війни.

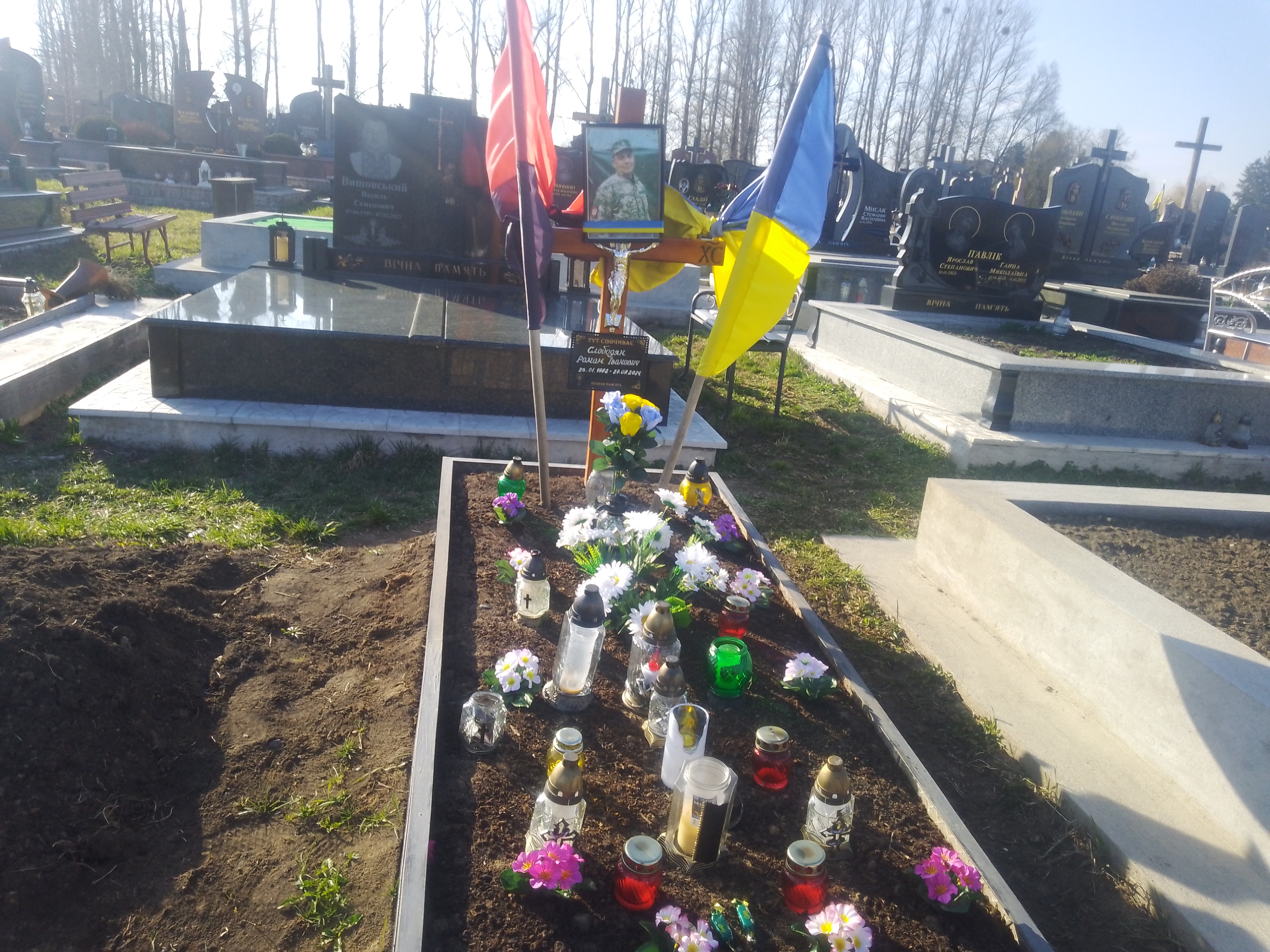
Могила Романа Слободяна на сільському кладовищі

## Життєпис
Народився 26 січня 1982 року в с.Клювинці Гусятинського( нині Чортківського ) району Тернопільської області. З  1988 по 1999 роки навчався у загальноосвітній школі І-ІІІ ступенів  с. Клювинці (нині Ліцей с. Клювинці).
Після здобуття повної загальної середньої освіти поступив  у 1999 році у  Скалатське професійно-технічне училище №23 (нині   Скалатський професійний ліцей). Там він здобув професію кухаря- кондитера.
28 травня 2022 року був призваний по мобілізації на військову службу до лав Збройних Сил України. 20 квітня 2023 року по стану здоров’я повернувся додом. У квітні 2024 року вдруге був призваний на військову  службу. . Роман був стрільцем-помічником гранатометника стрілецького відділення.
27 липня 2024 року трагічно загинув біля с. Піски Сумської області.
 Пам'ять 
5 серпня жителі громади зустрічали почесний кортеж  з тілом загиблого Романа. Чин похорону відбувся 6 серпня 2024 року у родинному селі Клювинці.